# Stanzbach
Der Stanzbach ist ein linker Nebenfluss der Mürz im Nordosten der Steiermark in Österreich.

## Name
Der Bach wurde um das Jahr 1150 („apud Stawenz“) zum ersten Mal urkundlich genannt. Der Name leitet sich vom slawischen *Ščavьnica mit der Bedeutung „saures Wasser“ oder „Bach mit Sauerklee“ ab.

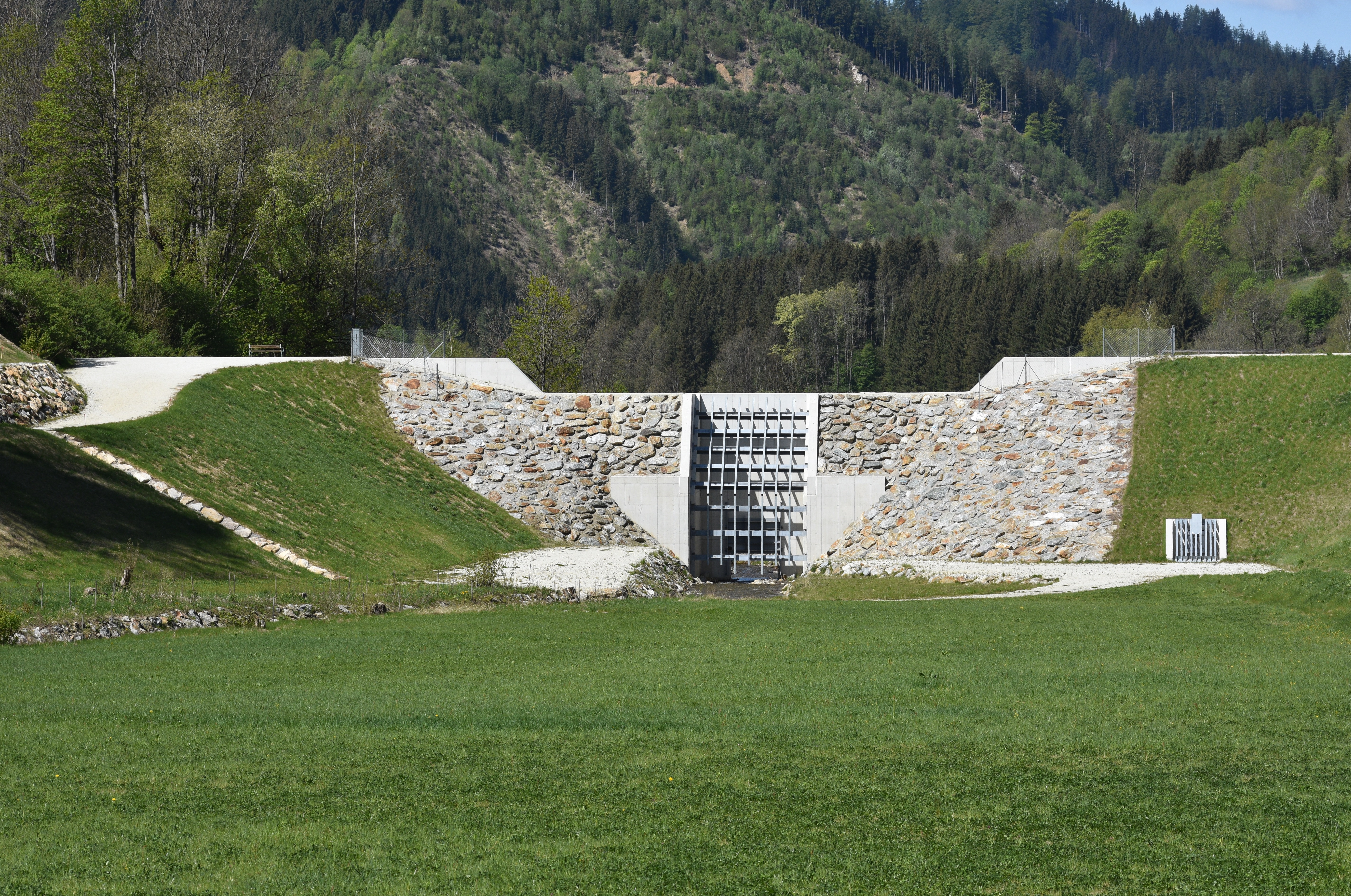
Rückhaltebecken in Stanz

## Verlauf
Der Stanzbach entwässert die nördlichen Fischbacher Alpen. Er entsteht durch den Zusammenfluss von Retschbach und Dornerbach nordöstlich vom Hochschlag und fließt zuerst nach Norden. Knapp vor Stanz wendet er sich nach Westnordwesten bis zu seiner Mündung in Mürzhofen.
Sein Quellgebiet umfasst die Gemeinde Stanz im Mürztal, vor seiner Mündung fließt er in die Gemeinde Kindberg. Beide Gemeinden liegen im Bezirk Bruck-Mürzzuschlag.

## Nebenbäche
Das Einzugsgebiet des Stanzbachs umfasst 115,32 Quadratkilometer. Die wichtigsten Nebenbäche sind:
| Name         | Mündungsseite     | Mündungsort   | Einzugsgebiet in km² |
| ------------ | ----------------- | ------------- | -------------------- |
| Retschbach   | rechter Quellbach | Im Hochegg    | 06,17                |
| Dornerbach   | linker Quellbach  | Im Hochegg    | 10,85                |
| Fochnitzbach | rechts            | Stanz         | 37,04                |
| Ellersbach   | rechts            | Untere Stanz  | 02,89                |
| Jasnitzbach  | links             | Allerheiligen | 27,34                |

## Verkehr
- Straße: Von Kindbergdörfl führt die Schanzsattelstraße durch das Tal des Stanzbachs und dann entlang des Fochnitzbachs über den Schanzsattel nach Fischbach und weiter nach Birkfeld.
- Rad: Der Radweg RT2 verbindet Kindberg mit Stanz.[4]
- Wandern: Der Zentralalpenweg verläuft entlang des östlichen Einzugsgebietes des Stanzbachs.[5][6]